# Erebochlora subrufata
Erebochlora subrufata är en fjärilsart som beskrevs av W. Warren 1905. Erebochlora subrufata ingår i släktet Erebochlora och familjen mätare. Inga underarter finns listade i Catalogue of Life.